# Гривино
Гривино — деревня в Новоржевском районе Псковской области России. Входит в состав Новоржевской волости.
Расположена на автодороге Новоржев — Бежаницы (Р58), в 12 км к востоку от города Новоржев и в 5 км к югу от деревни Барута.

## Население
| 2001 | 2002 | 2010 |
| ---- | ---- | ---- |
| 133  | ↘111 | ↘94  |

Численность населения деревни по состоянию на конец 2000 год составляла 133 жителя.

## История
С 1995 до 2005 года деревня входила в состав ныне упразднённой Заборьевской волости (с центром в д. Макарово по названию деревни Заборье). С 2006 до 2015 года деревня входила в состав Барутской волости.